# Galeamopus
Galeamopus („Potřebující helmu”) byl rod velkého sauropodního dinosaura, blízce příbuzného severoamerickým rodům Diplodocus a Apatosaurus.

## Popis
Galemopus se vyskytoval téměř na konci období jury, před asi 155 miliony let, na západě Severní Ameriky. Jeho fosilie byly objeveny roku 1902 u města Sheridan na území dnešního státu Wyoming v souvrství Morrison svrchnojurského stáří. Dinosaurus měřil na délku kolem 23 až 27 metrů, jeho hmotnost je odhadována na 10 až 15 tun. Roku 1924 byl paleontologem Williamem Jacobem Hollandem popsán jako nový druh rodu diplodokus (D. hayi), což platilo po dobu dalších 91 let. 
V roce 2015 zjistili paleontologové Emanuel Tschopp, Octávio Mateus a Roger Benson, že jde o odlišného diplodokidního dinosaura, který si zaslouží vlastní rodové jméno. Genoholotyp HMNS 175 (dříve CM 662) tedy nyní reprezentuje druh Galeamopus hayi.

## Další výzkum
V květnu roku 2018 byla kostra galeamopa kompletní z 85 % slavnostně odhalena v muzeu v americkém Cincinnati.
V roce 2022 byla publikována odborná práce, v rámci jejíhož výzkumu byly obratle galeamopa zkoumány moderními zobrazovacími technologiemi.